# Chlerogelloides femoralis
Chlerogelloides femoralis är en biart som beskrevs av Engel, Brooks och Yanega 1997. Chlerogelloides femoralis ingår i släktet Chlerogelloides och familjen vägbin. Inga underarter finns listade i Catalogue of Life.